# 莎羅奔
莎罗奔（藏語：སློབ་དཔོན་，威利转写：slob dpon，？—1760年），又作巴勒奔，嘉绒人，清代四川大金川土司，为金川地区土目嘉勒塔尔巴之庶孙。“莎罗奔”非其本名，在藏语中是“上师、规范师”之意。
康熙六十年（1721年）以土舍领兵随四川巡抚色尔图、提督岳鍾琪出征羊峒藏区，作战勇敢，著有军功。雍正元年（1723年），授金川安抚司，自号大金川，将旧金川土司泽旺辖区称之为小金川，把女儿阿扣嫁给泽旺。乾隆十一年（1746年），劫夺泽旺的印信，占据土地。四川总督干预，才归还印信土地。乾隆十二年（1747年），侵夺邻近革布什札和明正土司。清廷出兵讨伐，劳师两年，他击败纪山、张广泗、讷亲的清朝大军，史称第一次金川之役。乾隆十四年（1749年），莎罗奔投岳鍾琪营投降，誓不再叛，获得赦免，仍为土司职。死后，其侄郎卡继任土司。